# Glyphembia teapae
Glyphembia teapae is een insectensoort uit de familie Anisembiidae, die tot de orde webspinners (Embioptera) behoort. De soort komt voor in Mexico.
Glyphembia teapae is voor het eerst wetenschappelijk beschreven door Ross in 2003.